# Ukrainische U20-Eishockeynationalmannschaft
Die ukrainische U20-Eishockeynationalmannschaft vertritt den Eishockeyverband der Ukraine im Eishockey in der U20-Junioren-Leistungsstufe bei internationalen Wettbewerben. Ihre beste Platzierung war ein achter Platz bei der Weltmeisterschaft 1995. Zuletzt spielte die Mannschaft bei der Weltmeisterschaft 2004 in der Top-Division.

## Geschichte
Bereits vor Auflösung der Sowjetunion gab es eine ukrainische Landesauswahl der Junioren, die gegen Auswahlmannschaften anderer Sowjetrepubliken antrat. Diese bestritt ihr erstes Spiel 1982 im Rahmen der Jugendspartakiade in Minsk mit einem 6:2-Erfolg über die estnische Auswahl. Als eigenständige Nationalmannschaft ging die Mannschaft 1992 aus der U20-Eishockeynationalmannschaft der Gemeinschaft Unabhängiger Staaten hervor und steht damit auch in der Tradition der sowjetischen Juniorenauswahl. Sie nahm erstmals 1993 an der Weltmeisterschaft teil. Bis einschließlich 1998 deckte die U20-Nationalmannschaft den kompletten Juniorenbereich bei den Weltmeisterschaften ab, während die U19-Nationalmannschaft an den Junioren-Europameisterschaften teilnahm. Seit der Einführung der U18-Weltmeisterschaften 1999 vertritt die U20-Nationalmannschaft der Ukraine bei Weltmeisterschaften ausschließlich die Leistungsstufe der U20-Junioren.
Die Ukrainische Mannschaft spielt seit ihrem ersten Auftreten bei einer Weltmeisterschaft 1993 meist in der zweithöchsten Spielklasse (Division I, bis 2000: B-Weltmeisterschaft). Bei ihrer ersten Teilnahme 1993 mussten die Ukrainer zunächst die Qualifikation zur C-Weltmeisterschaft gegen weitere ehemalige Sowjetrepubliken überstehen. Nach Qualifikationssiegen über Litauen (20:0), Belarus (3:0), Kasachstan (1:0) und Lettland (2:1) konnten die Ukrainer auch bei der C-Weltmeisterschaft reüssieren und durch einen 8:3-Finalerfolg gegen die Dänemark in die B-Gruppe aufsteigen. Im Folgejahr gelang der direkte Durchmarsch in die A-Gruppe, da das entscheidende Spiel gegen Norwegen mit 4:3 gewonnen werden konnte. Bei ihrem A-WM-Debüt 1995 belegten die Ukrainer zwar den letzten Platz, aufgrund der für das Folgejahr vorgesehenen Aufstockung von acht auf zehn Mannschaften konnten sie jedoch im Oberhaus verbleiben. Nachdem es aber 1996 auch nur zum letzten Platz reichte, musste die Mannschaft den Abstieg in die B-Gruppe hinnehmen. Zwar gelang 1999 und 2003 erneut der Aufstieg in die höchste Spielklasse, aber der ukrainische Nachwuchs belegte erneut jeweils nur den letzten Platz, so dass jeweils die sofortige Rückkehr in der Zweitklassigkeit folgte. 2011 musste die Mannschaft sogar in die drittklassige Division II absteigen, konnte dieses Missgeschick aber bereits ein Jahr später mit dem Sieg beim Heimturnier in Donezk wieder ausbügeln.

## WM-Platzierungen
- 1993 – C-WM; 1. Platz
- 1994 – B-WM; 1. Platz
- 1995 – 8. Platz
- 1996 – 10. Platz
- 1997 – B-WM; 5. Platz
- 1998 – B-WM; 2. Platz
- 1999 – B-WM; 1. Platz
- 2000 – 10. Platz
- 2001 – Division I; 3. Platz
- 2002 – Division I; 4. Platz
- 2003 – Division I; 1. Platz
- 2004 – 10. Platz
- 2005 – Division I; 5. Platz
- 2006 – Division I; 5. Platz
- 2007 – Division I; 3. Platz
- 2008 – Division I; 5. Platz
- 2009 – Division I; 5. Platz
- 2010 – Division I; 4. Platz
- 2011 – Division I; 6. Platz
- 2012 – Division IIA; 1. Platz
- 2013 – Division IB; 4. Platz
- 2014 – Division IB; 4. Platz
- 2015 – Division IB; 2. Platz
- 2016 – Division IB; 4. Platz
- 2017 – Division IB; 5. Platz
- 2018 – Division IB; 4. Platz
- 2019 – Division IB; 5. Platz
- 2020 – Division IB; 3. Platz
- 2021 – keine Austragung
- 2022 – Division IB, 4. Platz
- 2023 – Division IB, 2. Platz
- 2024 – Division IB, 2. Platz